# Кинлисайд, Саймон
Сэр Саймон Кинлисайд (англ. Simon Keenlyside род. 3 августа 1959, Лондон, Великобритания) — британский оперный и камерный певец (баритон). Постоянно исполняет ведущие оперные партии в спектаклях Зальцбургского фестиваля, Метрополитен-опера, Баварской оперы и театра Ковент-Гарден.

## Биография
Саймон Кинлисайд родился в Лондоне, в семье Раймонда и Энн Кинлисайд. Отец и дед певца — скрипачи. В возрасте восьми лет он был зачислен в колледж св. Иоанна, школу-интернат для детей-хористов в Кембридже, и многие годы гастролировал и записывался с хором под управлением Джорджа Геста
Изучал зоологию в Кембриджском университете, продолжая петь в хоре св. Иоанна, а затем обучался пению в Королевском Северном колледже музыки в Манчестере. После окончания выиграл премию фонда Питера Мура и решил продолжить обучение в Северном колледже под руководством баритона Джона Кэмерона, который привил ему любовь к немецким песням (нем. lieder) и немецкой поэзии.

## Музыкальная карьера
Впервые в крупной оперной партии Кинлисайд выступил в 1987 году в роли Леско («Манон Леско») в Королевском Северном колледже музыки. Журнал Opera отметил удивительную зрелость выступления молодого певца, его теплый бархатный голос и замечательную музыкальность. Выигранная в 1986 году премия Ричарда Таубера позволила Кинлисайду продолжить обучение в Зальцбурге. Деньги закончились раньше, чем четырёхмесячный курс, и преподаватель Зальцбургского Моцартеума Рудольф Кнолл давал ему частные уроки бесплатно. Кнолл вдохновил Кинлисайда на изучение итальянского оперного репертуара, а также представил его агентству Хильберта, где ему нашли работу в Германии. Профессиональный дебют Кинлисайда как баритона состоялся в 1988 году в Гамбургском оперном театре в роли графа Альмавивы в «Свадьбе Фигаро».
В 1989 году Кинлисайд поступил в Шотландскую оперу, где служил до 1994 года и выступал с партиями Марселя («Богема»), Данило («Весёлая вдова»), Арлекина («Ариадна на Наксосе»), Гульельмо («Так поступают все»), Фигаро («Севильский цирюльник»), Билли Бадда («Билли Бадд»), Папагено («Волшебная флейта»), Белькоре («Любовный напиток») и в других ролях.
В это время Кинлисайд дебютировал в Королевской опере Ковент-Гарден (1989 год, партия Сильвио) Английской национальной опере (Гульельмо), Уэльской национальной опере, Опере Сан-Франциско, в Женеве, Париже и Сиднее. В 1993 году он впервые спел на Глайндборнском фестивале, а в 1996 году дебютировал в Метрополитен-опера в Нью-Йорке. Кинлисайд выступал практически во всех крупнейших оперных театрах мира, включая Метрополитен-опера и Парижскую оперу.
Кинлисайд пел в двух премьерах опер XXI века: в 2004 году он создал роль Просперо в «Буре» Томаса Адеса, а в 2005 году — Уинстона Смита в опере Лорина Маазеля «1984».
Введён в Зал славы журнала Gramophone.

## Записи
Записи Кинлисайда включают несколько релизов в компании Hyperion Records, среди которых произведения Бенджамина Бриттена, Эмманюэля Шабрие, Мориса Дюрюфле и Генри Пёрселла. Он участвовал в записи Hyperion Records альбома в пяти частях Франца Шуберта и второй части издания Роберта Шумана. Кинлисайд участвовал в записи мировой премьеры «Бури» фирмой EMI Classics. В 2007 году в студии Sony Music вышел сольный сборник оперных арий Tales of Opera.

## Награды и премии
- 1986: Премия Ричарда Таубера[8]
- 1987: Победитель международного конкурса немецкой песни Walther Gruner International Lieder competition[источник не указан 5013 дней]
- 1990: Первый приз, конкурс Elly Ameling[9]
- 1994: Премия «Певец года» от Королевского филармонического общества[10]
- 2003: Командор Ордена Британской империи по почётному списку «За служение музыке» ко дню рождения Её Величества[11]
- 2004: Оперная премия в категории «Лучший баритон» (Дон Жуан, Театр Ла-Монне) от итальянского журнала L’Opera.[12]
- 2004: XII Премия критики Саймону Кинлисайду и Натали Дэсей в Гамлете) за лучшую мужскую и женскую роли в оперной постановке[13]
- 2005: Премия Грэмми за лучшую оперную запись Свадьба Фигаро[14]
- 2006: Премия Лоренса Оливье за выдающиеся достижения в опере, за работу в постановках опер «1984» и «Билли Бадд» в 2005[15] .
- 2007: Премия «Эхо», Певец года[16]
- 2007: XV Премия критики Лучшему исполнителю классической музыки[17]
- 2007: Премия журнала Gramophone в категории «Классика» за дебютный классический альбом Tales of Opera[18]
- 2010: Премия журнала Gramophone в категории «Современность» за роль Просперо, CD «Буря»[19]
- 2011: Премия журнала Musical America, Певец года[20]